# Saint-Julien-de-Peyrolas
Saint-Julien-de-Peyrolas este o comună în departamentul Gard din sudul Franței. În 2009 avea o populație de 1.273 de locuitori.

## Evoluția populației
| An        | 1975 | 1982 | 1990  | 1999  | 2006  | 2009  |
| --------- | ---- | ---- | ----- | ----- | ----- | ----- |
| Populație | 652  | 711  | 1.088 | 1.103 | 1.193 | 1.273 |